# 闞桂香
闞桂香（1940年7月—）是中國武術家、武術運動員，擅陳氏太極拳，中国武术九段，北京体育大学武术教研室教授。為门惠丰之妻。

## 生平
1965年畢業於北京体育学院。1974年進入北京体育学院武術研究室工作，師從陳氏太極拳傳人田秀臣。1983年創編「陳式簡化太極拳」。此外亦曾參與創編太極拳、劍競賽套路42式。
2011年被聘為国家体育总局武术研究院专家委员会委员。2015年「門惠豐、闞桂香教授武術成果匯展」於香港九龍展出。

## 著作
撰有十多種書籍。1984年出版的《陳式簡化太極拳》已被譯為多國語言出版，並再版多次。